# Britt Siesbye
Britt Siesbye (født 23. oktober 1974) er en dansk erhvervskvinde, der er tidligere hofdame og privatsekretær for prinsesse Marie.
Siesbye er uddannet bachelor i litteratur, kommunikation og business. Hun har arbejdet med marketing for Carlsberg og var i en periode ansat i Wilhelm Hansen Fonden.
Hun var fra 2010 til 2018 ansat som hofdame og privatsekretær for prinsesse Marie. I forbindelse med ansættelsen blev hun ridder af Dannebrog. Siden 2021 har hun været partner i smykkefirmaet &Copenhagen (Le Zest ApS).
Britt Siesbye har siden 2006 været gift med Oscar Davidsen, der er ven med prins Joachim.